# Sjukförsäkring
En sjukförsäkring är en försäkring eller försäkringsliknande förmån till stöd för den som drabbats av sjukdom eller ohälsa. Lagstadgad sjukförsäkring finns i de flesta industriländer, och inom Europeiska unionen finns speciella bestämmelser för att EU-medborgare utanför sitt hemland ska omfattas av sjukförsäkringen i någon form.

## Sjukförsäkring i Sverige
För dagens regler se Sjukpenning.
Sedan 1955 finns allmän sjukförsäkring som omfattar alla medborgare genom lagen (1947:1) om allmän sjukförsäkring. Försäkringen är obligatorisk. En sjukförsäkringsavgift ska täcka samhällets kostnader för sjukskrivningar.

## Exempel i andra länder
- Finland. Sjukförsäkringen omfattar alla finländare. Löntagare finansierar den inkomstbundna sjukförsäkringen genom en lagstadgad försäkringsavgift som delvis dras av lönen, delvis betalas av arbetsgivaren. Det är möjligt att komplettera den obligatoriska sjukförsäkringen, som till exempel inte ger något gott skydd åt företagare.
- Nederländerna. Obligatorisk att teckna en privat sjukförsäkring sedan 2006.
- USA. Ungefär 253 miljoner av 300 miljoner invånare är försäkrade. 40% av de försäkrade har sin försäkring via det statliga Medicare eller Medicaid. Övriga 60% har en privat sjukförsäkring, ofta betald av sin arbetsgivare.